# Ще одне справжнє кохання
Ще одне справжнє кохання (англ. One True Loves) — американський романтичний фільм 2023 року режисера та продюсера Енді Фікмана як адаптація однойменного роману 2016 року Тейлор Дженкінс Рід. У головних ролях зіграли Філліпа Су, Симу Лю та Люк Брейсі.
Фільм вийшов у прокат 7 квітня 2023 року.

## Сюжет
Емма переживши втрату та зникнення чоловіка Джессі під час катастрофи гелікоптера повертається до Массачусетсу, намагаючись налагодити своє особисте життя. Через чотири роки Емма зустрічає свого старого найкращого друга Сема, і вони стають нерозлучними. Щойно заручена Емма отримує несподіваний телефонний дзвінок у якому їй повідомляють, що Джессі живий. Так вона опиняється перед важким вибором між двома справжніми коханнями та вирішує знайти відповідь на свої питання. У фільмі порушено чутливу тему вибору між різними видами кохання, аби допомогти глядачам зрозуміти, що справжнє кохання — це не якась річ, яку можна легко покинути, але воно завжди варте боротьби.

## У ролях
- Філліпа Су — Емма
- Симу Лю — Сем
- Люк Брейсі — Джессі
- Том Еверетт Скотт — Майкл
- Мікаела Конлін — Марі
- Лорен Том — Енн
- Майкл О'Кіф — Колін

## Виробництво
Ще одне справжнє кохання — екранізація однойменного роману Тейлора Дженкінса Ріда 2016 року. Про зйомки художнього фільму компанією Highland Film Group вперше повідомили 2 червня 2021 року. Режисером і продюсером було оголошено Енді Фікмана, а в головних ролях мали зіграти Філліпа Су, Симу Лю та Люк Брейсі. У вересні 2021 року права на розповсюдження фільму в США були продані The Avenue, і до акторського складу приєдналася Мікаела Конлін. В інтерв'ю Лю сказав, що продюсер Сара Фінн, кастинг-директор кіновсесвіту Marvel, дозволила йому вибрати головну роль, яку він зіграє, після того як запросила його знятися в його першому фільмі після «Шан-Чі та Легенди про десять кілець». Він додав,
Для мене завжди було важливо постійно кидати виклик уявленням людей про себе, а також про людей Азії в цілому. Хоча я прославляю таких легендарних акторів, як Джекі Чан, Джет Лі nf Брюс Лі, я знаю, що мій шлях зовсім інший. Зрештою, я не майстер кунг-фу; Я актор, який дуже старанно тренувався, щоб втілити персонажа, якого мене найняли зіграти. Таким чином, я надзвичайно радий стати на місце Сема для цього фільму, в якого я глибоко закоханий.
Спочатку зйомки мали проходити в Массачусетсі. У серпні 2021 року Highland Film Group вела переговори з кінокомісією Південної Кароліни про зйомки фільму в Південній Кароліні. Однак студії не вдалося забезпечити страхування акторів та команди фільму через низький рівень вакцинації в штаті та збільшення випадків захворювання на COVID-19. У результаті виробництво було перенесено до Північної Кароліни, де зйомки почалися у Вілмінгтоні 11 жовтня 2021 року. Того дня на South Live Oak Parkway 1938 року була знята сцена, в якій знімальна група новин висвітлює зустріч родини та коханої людини, яка зникла безвісти. 25 жовтня 2021 року було повідомлено, що Лорен Том, Майкл О'Кіф, Том Еверетт Скотт, Купер ван Грутел, Уна Яффе та Фінехас Юн також приєднаються до знімальної трупи. Фрагмент фільму був вперше показаний у листопаді 2021 року на American Film Market.

## Реліз
«Ще одне справжнє кохання» вийшов у прокат в кінотеатрах 7 квітня 2023 року, а у цифровому форматі — 14 квітня 2023 року, ще через два тижні (28 квітня 2023 року) у відео на вимогу.

## Реакція
На веб-сайті агрегатора рецензій Rotten Tomatoes 24 % із 25 відгуків критиків були позитивними із середньою оцінкою 3,9/10. Консенсус веб-сайту свідчить: «Дешева на вигляд і тонально плутана, One True Loves марнує цікаву передумову романтичної комедії, в якій здебільшого бракує кохання та гумору.» Сім експертів сайту Metacritic, який використовує середньозважену оцінку, поставили фільму оцінку 35 балів із 100, вказавши «загалом на несприятливі відгуки».".